# هارولد اف. کرس
هارولد اف. کرس (انگلیسی: Harold F. Kress; ۲۶ ژوئن ۱۹۱۳ – ۱۸ سپتامبر ۱۹۹۹) یک تدوین‌گر اهل ایالات متحده آمریکا بود.

## بخشی از فیلمشناسی
- ۱۹۳۹ - ماجراهای هاکلبری فین
- ۱۹۴۰ - ماه نو
- ۱۹۴۰ - رفیق ایکس
- ۱۹۴۱ - دکتر جکیل و آقای هاید نامزد (جایزه اسکار بهترین تدوین)
- ۱۹۴۲ - خانم مینی‌ور
- ۱۹۴۲ - برداشت محصول تصادفی
- ۱۹۴۳ - مادام کوری
- ۱۹۴۵ - برج مراقبت از فردا
- ۱۹۴۷ - یک سالگی نامزد (جایزه اسکار بهترین تدوین)
- ۱۹۴۸ - قراری با جودی
- ۱۹۵۴ - رز ماری
- ۱۹۵۴ - آتش سبز
- ۱۹۵۴ - دره پادشاهان
- ۱۹۵۵ - فردا گریه خواهم کرد
- ۱۹۵۵ - ولخرج
- ۱۹۵۹ - جهان، جسد و شیطان
- ۱۹۶۱ - شاهنشاه
- ۱۹۶۲ - چگونه غرب تسخیر شد
- ۱۹۶۶ - آلوارز کلی
- ۱۹۶۷ - عشق
- ۱۹۷۰ - من سربه‌راهم
- ۱۹۷۱ - سوارکاران
- ۱۹۷۲ - ماجرای پوزیدون (جایزه اسکار بهترین تدوین)
- ۱۹۷۳ - مرد یخین می‌آید
- ۱۹۷۴ - ۹۹ و ۴۴/۱۰۰ مرده
- ۱۹۷۴ - آسمانخراش جهنمی (جایزه اسکار بهترین تدوین)
- ۱۹۷۷ - آن‌سوی نیمه شب
- ۱۹۷۸ - حمله زنبورها